# Monolocale (Galeffi)
Monolocale è un singolo del cantante italiano Galeffi, pubblicato il 12 giugno 2020 come quinto estratto dall'album Settebello.

## Video musicale
Il videoclip del brano, diretto da Daniel Bedusa, è stato pubblicato il 5 giugno 2020 sul canale YouTube di Maciste Dischi, e vede la partecipazione dell'attore italoamericano Gene DiNapoli.

## Tracce
1. Monolocale – 3:04 (testo: Marco Cantagalli – musica: Marco Cantagalli, Fabio Dalè, Carlo Frigerio, Matteo Cantagalli)